# Kosovaars curlingteam (gemengddubbel)
Het Kosovaars curlingteam vertegenwoordigt Kosovo in internationale curlingwedstrijden.

## Geschiedenis
De eerste en enige keer dat Kosovo deelnam aan de wereldkampioenschappen curling voor gemengddubbele landenteams was in 2019. Achtenveertig landen konden meedoen aan dat kampioenschap. Na dat jaar werd echter besloten alleen de beste zestien landen van de wereld, aangevuld met vier qualifiers, het toernooi te laten spelen.

De eerste interland werd met 11-1 verloren van Rusland. Kosovo won geen enkele wedstrijd en eindigde als vierenveertigste. Op het 2019 World Mixed Doubles Qualifation Event in Schotland wonnen Eldena Dakaj en Peter Anderen hun eerste wedstrijd, 11 - 3 tegen Wales.

## Kosovo op het wereldkampioenschap
| Jaar | Plaats        | Team                          | WG            | W             | V             | PV            | PT            |
| ---- | ------------- | ----------------------------- | ------------- | ------------- | ------------- | ------------- | ------------- |
| 2008 | Geen deelname | Geen deelname                 | Geen deelname | Geen deelname | Geen deelname | Geen deelname | Geen deelname |
| 2009 | Geen deelname | Geen deelname                 | Geen deelname | Geen deelname | Geen deelname | Geen deelname | Geen deelname |
| 2010 | Geen deelname | Geen deelname                 | Geen deelname | Geen deelname | Geen deelname | Geen deelname | Geen deelname |
| 2011 | Geen deelname | Geen deelname                 | Geen deelname | Geen deelname | Geen deelname | Geen deelname | Geen deelname |
| 2012 | Geen deelname | Geen deelname                 | Geen deelname | Geen deelname | Geen deelname | Geen deelname | Geen deelname |
| 2013 | Geen deelname | Geen deelname                 | Geen deelname | Geen deelname | Geen deelname | Geen deelname | Geen deelname |
| 2014 | Geen deelname | Geen deelname                 | Geen deelname | Geen deelname | Geen deelname | Geen deelname | Geen deelname |
| 2015 | Geen deelname | Geen deelname                 | Geen deelname | Geen deelname | Geen deelname | Geen deelname | Geen deelname |
| 2016 | Geen deelname | Geen deelname                 | Geen deelname | Geen deelname | Geen deelname | Geen deelname | Geen deelname |
| 2017 | Geen deelname | Geen deelname                 | Geen deelname | Geen deelname | Geen deelname | Geen deelname | Geen deelname |
| 2018 | Geen deelname | Geen deelname                 | Geen deelname | Geen deelname | Geen deelname | Geen deelname | Geen deelname |
| 2019 | 44            | Peter Andersen & Eldena Dakaj | 7             | 0             | 7             | 18            | 66            |
| 2021 | Geen deelname | Geen deelname                 | Geen deelname | Geen deelname | Geen deelname | Geen deelname | Geen deelname |
| 2022 | Geen deelname | Geen deelname                 | Geen deelname | Geen deelname | Geen deelname | Geen deelname | Geen deelname |
| 2023 | Geen deelname | Geen deelname                 | Geen deelname | Geen deelname | Geen deelname | Geen deelname | Geen deelname |
| 2024 | Geen deelname | Geen deelname                 | Geen deelname | Geen deelname | Geen deelname | Geen deelname | Geen deelname |
| 2025 | Geen deelname | Geen deelname                 | Geen deelname | Geen deelname | Geen deelname | Geen deelname | Geen deelname |

Australië · België · Brazilië · Bulgarije · Canada · China · Chinees Taipei · Denemarken · Duitsland · Engeland · Estland · Filipijnen · Finland · Frankrijk · Griekenland · Groot-Brittannië · Guyana · Hongarije · Hongkong · Ierland · India · Israël · Italië · Jamaica · Japan · Kazachstan · Kirgizië · Koeweit · Kosovo · Kroatië · Letland · Litouwen · Luxemburg · Mexico · Mongolië · Nederland · Nieuw-Zeeland · Nigeria · Noorwegen · Oekraïne · Oostenrijk · Polen · Portugal · Puerto Rico · Qatar · Roemenië · Rusland · Saoedi-Arabië · Schotland · Servië · Slovenië · Slowakije · Spanje · Thailand · Tsjechië · Turkije · Verenigde Staten · Wales · Wit-Rusland · Zuid-Korea · Zweden · Zwitserland